# Зуевская волость (Миусский округ)
Зу́евская во́лость — историческая административно-территориальная единица Миусского, затем Таганрогского округа Области Войска Донского с центром в слободе Зуевка.
По состоянию на 1873 год состояла из слободы и 2 посёлков. Население — 4578 человек (2366 мужского пола и 2212 — женского), 633 дворовых хозяйств и 15 отдельных дворов.
Поселения волости:
- Зуевка — слобода у реки Крынка в 120 верстах от окружной станицы, 2066 человек, 244 дворовых хозяйства и 10 отдельных домов, в хозяйствах насчитывалось 110 плугов, 504 лошади, 437 пар волов, 1133 обычных и 4100 тонкорунных овец;
- Нижне-Крынско-Ханженков — посёлок у реки Крынка за 120 верст от окружной станицы и за 12 верст от станции Харцызской Курско-Харьковско-Азовской железной дороги, 1664 человека, 252 дворовых хозяйства и 3 отдельных дома;
- Верхне-Крынско-Ханженков — посёлок у реки Крынка за 150 верст от окружной станицы и за 12 верст от станции Харцызской Курско-Харьковско-Азовской железной дороги, 848 человек, 137 дворовых хозяйств и 2 отдельных дома.

Старшинами волости были: в 1904 году — Сидор Тимофеевич Бузанов, в 1907 году — Михаил Максимович Спиваков, в 1912 году — А. И. Молотов.